# (11051) Racine
Pour les articles homonymes, voir Racine.
(11051) Racine est un astéroïde de la ceinture principale.

## Description
(11051) Racine est un astéroïde de la ceinture principale. Il fut découvert par Eric Walter Elst le 15 novembre 1990 à l'ESO. Il présente une orbite caractérisée par un demi-grand axe de 3,03 UA, une excentricité de 0,064 et une inclinaison de 9,42° par rapport à l'écliptique.
Il fut nommé en hommage au poète dramaturge français Jean Racine (1639-1699).

## Compléments